# Montot, Côte-d'Or
 Montot  là một xã ở tỉnh Côte-d'Or trong vùng Bourgogne-Franche-Comté, phía đông nước Pháp. Khu vực này có độ cao trung bình 200 mét trên mực nước biển.